# Некипелов, Андрей Валентинович
Андрей Валентинович Некипелов (род. 31 января 1969 года, Челябинск, РСФСР) — российский политик, общественный деятель.
В 1987—1989 года служил в Ракетных войсках стратегического назначения. Окончил исторический (1993 год) и экономический (1996 год) факультеты Челябинского Государственного Университета.
В 2006 году единогласно избран председателем Регионального отделения Челябинской области Политической партии «Союз Правых Сил». В декабре 2007 года, на съезде партии, избран членом Федерального политического совета СПС.
В 2012 году назначен на должность проректора по взаимодействию с органами государственной власти и общественными организациями Челябинского государственного университета
Активно занимается научной и просветительской деятельностью. Автор целого ряда проектов и инициатив по развитию молодёжного патриотического движения, гражданского общества в России.